# MTV Europe Music Awards 2018
MTV Europe Music Awards 2018 – dwudziesta piąta gala wręczenia nagród MTV Europe Music Awards. Odbyła się ona 4 listopada 2018 w Bizkaia Arena w Bilbao.

## Gala

### Przed właściwym show
| Wykonawcy   | Piosenki  |
| ----------- | --------- |
| Sofía Reyes | „1, 2, 3” |

### Właściwe show
| Wykonawcy                             | Piosenki                                     |
| ------------------------------------- | -------------------------------------------- |
| Nicki Minaj                           | „Good Form”                                  |
| Little Mix Nicki Minaj                | „Woman Like Me”                              |
| Panic! at the Disco                   | „High Hopes”                                 |
| Rosalía                               | „De Aquí No Sales” „Malamente”               |
| Hailee Steinfeld                      | „Back to Life”                               |
| Muse                                  | „Pressure”                                   |
| Janet Jackson                         | „Made for Now” „Rhythm Nation” „All for You” |
| Bebe Rexha                            | „I’m a Mess”                                 |
| Halsey                                | „Without Me”                                 |
| Jason Derulo David Guetta Nicki Minaj | „Goodbye”                                    |
| Alessia Cara                          | „Trust My Lonely”                            |
| Jack & Jack                           | „No One Compares to You” „Rise”              |
| Marshmello Anne-Marie Bastille        | „Friends” „Happier”                          |

## Nagrody i nominacje
Opracowano na podstawie materiału źródłowego.
| - Ariana Grande – „No Tears Left to Cry” - Bebe Rexha (gościnnie: Florida Georgia Line) – „Meant to Be” - Camila Cabello (gościnnie: Young Thug) – „Havana” - Drake – „God’s Plan” - Post Malone (gościnnie: 21 Savage) – „Rockstar” - Ariana Grande – „No Tears Left to Cry” - Camila Cabello (gościnnie: Young Thug) – „Havana” - Childish Gambino – „This Is America” - Lil Dicky (gościnnie: Chris Brown) – „Freaky Friday” - The Carters – „Apeshit” - Ariana Grande - Camila Cabello - Drake - Dua Lipa - Post Malone - Anne-Marie - Bazzi - Cardi B - Hayley Kiyoko - Jessie Reyez - Ariana Grande - Camila Cabello - Dua Lipa - Hailee Steinfeld - Shawn Mendes - Drake - Eminem - Migos - Nicki Minaj - Post Malone - 5 Seconds of Summer - Foo Fighters - Imagine Dragons - Muse - U2 - Fall Out Boy - Panic! at the Disco - The 1975 - 30 Seconds to Mars - Twenty One Pilots - Calvin Harris - David Guetta - Marshmello - Martin Garrix - The Chainsmokers | - Ed Sheeran - Muse - Pink - Shawn Mendes - The Carters - PrettyMuch - Why Don’t We - Grace VanderWaal - Bishop Briggs - Superorganism - Jessie Reyez - Hayley Kiyoko - Lil Xan - Sigrid - Chloe x Halle - Bazzi - Jorja Smith - Clean Bandit - Charli XCX - David Guetta - Jason Derulo - Post Malone - Migos - J. Cole - Nick Jonas - Alessia Cara - Cardi B - Dua Lipa - Migos - Nicki Minaj - Post Malone - BTS - Camila Cabello - Selena Gomez - Shawn Mendes - Taylor Swift - Janet Jackson - Sonita Alizadeh - Hauwa Ojeifo - Xiuhtezcatl „X” Martinez - Mohamad Al Jounde - Ellen Jones |

## Nominacje regionalne
| Europa Północna Najlepszy nowy brytyjski i irlandzki wykonawca Anne-Marie George Ezra Little Mix Stormzy Dua Lipa Najlepszy duński wykonawca Soleima Skinz Bro Sivas Scarlet Pleasure Najlepszy fiński wykonawca Sanni Evelina Mikael Gabriel JVG Nikke Ankara Najlepszy norweski wykonawca Alan Walker Kygo Astrid S Sigrid Tungevaag & Raaban Najlepszy szwedzki wykonawca Avicii Axwell & Ingrosso Benjamin Ingrosso Felix Sandman First Aid Kit | Europa Centralna Najlepszy niemiecki wykonawca Bausa Feine Sahne Fischfilet Mike Singer Namika Samy Deluxe Najlepszy holenderski wykonawca Maan $hirak Ronnie Flex Naaz Bizzey Najlepszy belgijski wykonawca Dimitri Vegas & Like Mike Emma Bale Angèle Warhola Dvtch Norris Najlepszy szwajcarski wykonawca Zibbz Lo & Leduc Hecht Loco Escrito Pronto |

| Europa Południowa Najlepszy francuski wykonawca Louane Dadju Vianney Orelsan Bigflo & Oli Najlepszy włoski wykonawca Annalisa Ghali Calcutta Liberato Shade Najlepszy hiszpański wykonawca Belako Brisa Fenoy Love of Lesbian Rosalía Viva Suecia Najlepszy portugalski wykonawca Diogo Piçarra Bárbara Bandeira Blaya Carolina Deslandes Bispo | Europa Wschodnia Najlepszy polski wykonawca Brodka Dawid Podsiadło Margaret Natalia Nykiel Taconafide Najlepszy rosyjski wykonawca Ełdżej Pharaoh Monetochka WE Jah Khalib Najlepszy węgierski wykonawca Margaret Island Follow the Follow Wellhello Caramel Halott Pénz Najlepszy izraelski wykonawca Nadav Guedj Anna Zak Noa Kirel Stephane Legar Peled |

### Afryka i Indie

#### Najlepszy afrykański wykonawca
- Shekhinah
- Tiwa Savage
- Nyashinski
- Fally Ipupa
- Davido
- Distruction Boyz

#### Najlepszy indyjski wykonawca
- Raja Kumari i Divine
- Monica Dogra i Curtain Blue
- Skyharbor
- Nikhil
- Big Ri i Meba Ofilia

### Japonia i Korea

#### Najlepszy japoński wykonawca
- Daoko
- Glim Spanky
- Little Glee Monster
- Wednesday Campanella
- Yahyel

#### Najlepszy koreański wykonawca
- Cosmic Girls
- (G)I-dle
- Golden Child
- Loona
- Pentagon

### Azja Południowo-Wschodnia, Chiny, Hongkong i Tajwan

#### Najlepszy wykonawca z południowo-wschodniej Azji
- Afgan
- Joe Flizzow
- The Sam Willows
- Slot Machine
- Minh Hằng
- IV of Spades
- Twopee Southside

#### Najlepszy chiński i hongkoński wykonawca
- Loura Lou
- Sulong Wang
- Stringer Zhang
- LaLa Hsu
- Alex To

### Australia i Nowa Zelandia

#### Najlepszy australijski wykonawca
- Tkay Maidza
- Amy Shark
- Dean Lewis
- Peking Duk
- The Rubens

#### Najlepszy nowozelandzki wykonawca
- Stan Walker
- Kimbra
- Mitch James
- Robinson
- Thomston

### Ameryka Łacińska
| - Anitta - Pabllo Vittar - Ludmilla - Alok - Nego do Borel - Mon Laferte - Sofía Reyes - Ha*Ash - Reik - Molotov | - J Balvin - Karol G - Maluma - Manuel Turizo - Sebastián Yatra - Duki - Lali - Los Auténticos Decadentes - Paulo Londra - Tini |

### Ameryka Północna

#### Najlepszy kanadyjski wykonawca
- Drake
- Shawn Mendes
- The Weeknd
- Alessia Cara
- Arcade Fire

#### Najlepszy amerykański wykonawca
- Ariana Grande
- Cardi B
- Post Malone
- Camila Cabello
- Imagine Dragons